# Jezioro Długie (Olsztyn)
Jezioro Długie – położone jest w zachodniej części Olsztyna, w dorzeczu Łyny-Pregoły. Ma sztuczne połączenie z Czarnym Jeziorem i Ukiel. Brzegi Jeziora Długiego są jednym z ulubionych miejsc spacerowych mieszkańców Olsztyna. Oba brzegi jeziora są połączone mostem.
Podstawowe cechy morfometryczne
- powierzchnia zwierciadła wody 26,8 ha

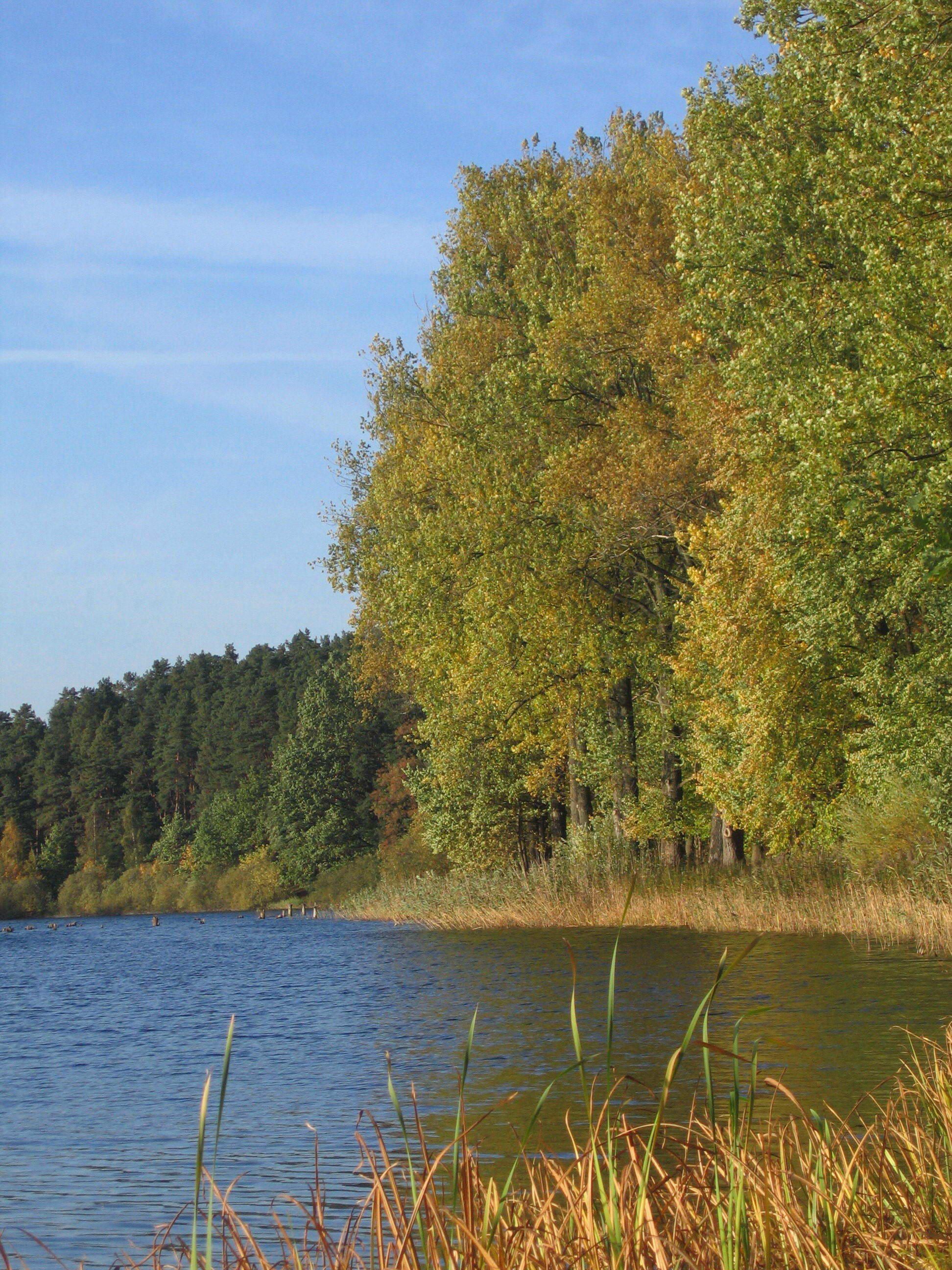
jesień nad Jeziorem Długim

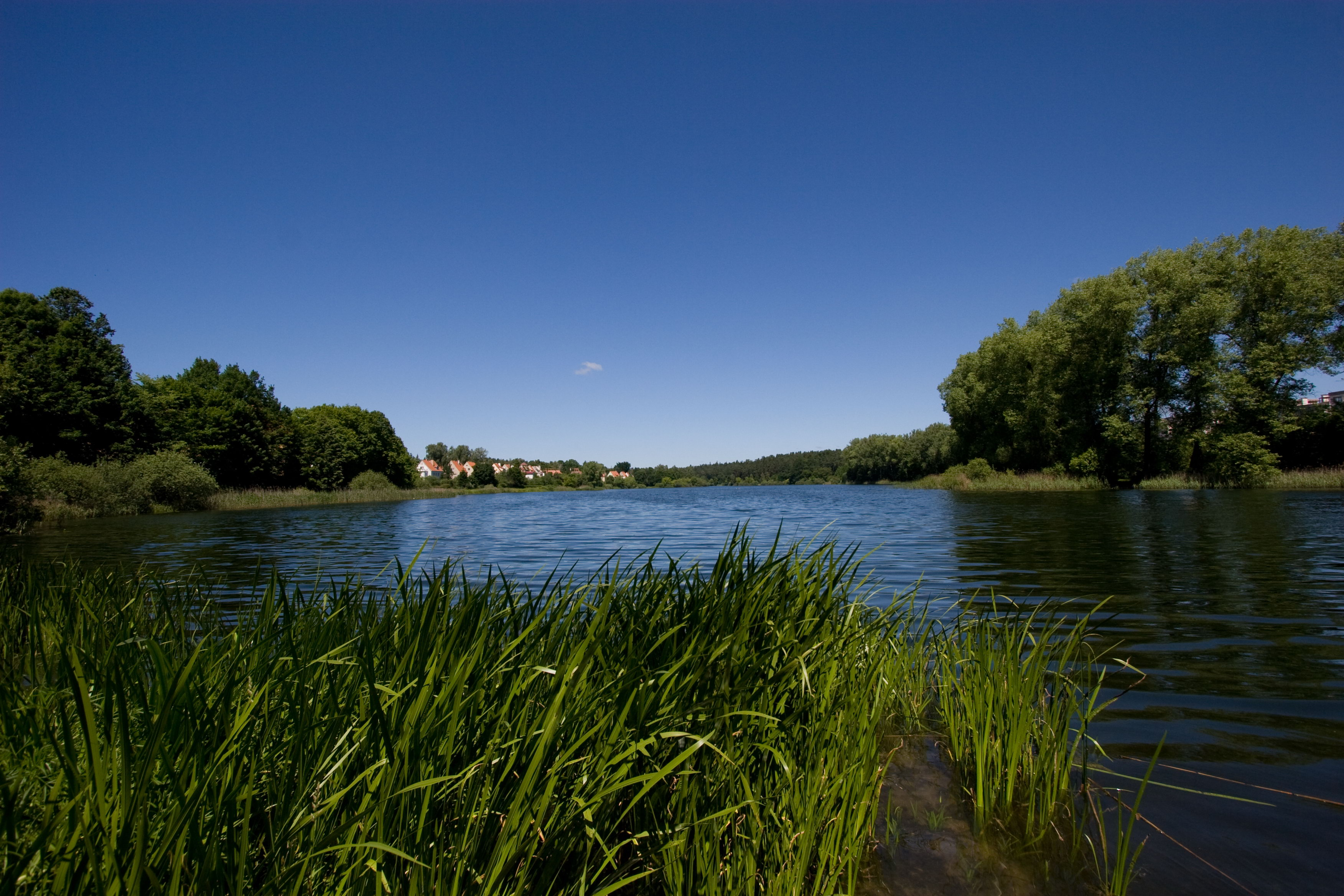
brzeg Jeziora Długiego

- głębokość maksymalna 17,3 m
- głębokość średnia 5,3 m
- objętość 1 414,8 tys. m³
- długość maksymalna 1670 m
- szerokość maksymalna 240 m
- długość linii brzegowej 4080 m;

## Zlewnia
Zlewnia jeziora obejmuje 114,6 ha. Jej północna część jest zalesiona, a na wschód od północnej zatoki jeziora znajduje się rezerwat Mszar; w części południowej – zabudowania. Nieużytki zajmują niewielką część wschodnich obrzeży.
Ogólnie lasy stanowią 58% całkowitej powierzchni zlewni, tereny zabudowane – 32%, nieużytki zaledwie 10%.
Jezioro Długie nie ma naturalnych dopływów i odpływów powierzchniowych. Jest zbiornikiem hydrologicznie zamkniętym. Zasilane jest ściekami opadowymi z budynków mieszkalnych położonych nad jeziorem oraz spływami ze zlewni.

## Dane o jeziorze z 2003 roku
Jezioro Długie należy do zbiorników bradymiktycznych, a więc o ograniczonej dynamice mas wodnych. Po krótko trwającej cyrkulacji wiosennej zakłada się trwałe letnie uwarstwienie termiczne. Już w połowie kwietnia odnotowano wyraźne zróżnicowanie termiczne w słupie wody. W okresie letnim zauważono wykształcenie się epilimnionu, który sięgał 5 m głębokości, silnie zaznaczoną termoklinę oraz zimny hipolimnion.

Słaba dynamika mas wodnych oraz wysoki stopień zanieczyszczeń jeziora powodują ze warunki tlenowe nie są korzystne. Latem, kiedy występowała silna stratyfikacja termiczna, dobre warunki tlenowe panowały jedynie w wodach epilimnionu. W metalimnionie zaznacza się gwałtowny spadek zawartości tlenu a w hypolimnionie panowały niemal warunki beztlenowe. W porównaniu z wynikami z poprzednich lat obserwuje się niewielką poprawę warunków tlenowych w badanym jeziorze. Jest to wynik prowadzonych zabiegów rekultywacyjnych.
- Na znaczną poprawę stanu troficznego badanego zbiornika wskazuje również niska zawartość związków fosforu i azotu. Produkcja pierwotna była raczej niska.
- Obecnie Jezioro Długie zalicza się do umiarkowanie eutroficznych. Ocena jakości jego wód pozwala na zaliczenie ich do II klasy czystości. Należy ono do zbiorników o przeciętnej podatności na degradację.

## Zagrożenia Jeziora Długiego
- Jezioro Długie po przeprowadzeniu licznych zabiegów zostało zrekultywowane. Na chwilę obecną największe zagrożenie dla jakości wód stanowią ścieki opadowe z terenów zabudowanych, które są wprowadzane do jeziora. Niebezpieczne jest również nielegalne odprowadzanie nadmiaru wód z jeziora Ukiel poprzez Jezioro Czarne.
- Powinno się również ograniczyć zarybianie jeziora rybami planktono – i bentosożernymi na korzyść ryb drapieżnych.
- Warto byłoby również wyeliminować stosowanie zanęt przez wędkarzy.